# Zygnema crassum
Zygnema crassum é uma espécie de alga pertencente à família Zygnemataceae.
Trata-se de uma espécie de água doce, com registo de ocorrência em Portugal.